# Cruziohyla
Genre
Cruziohyla est un genre d'amphibiens de la famille des Phyllomedusidae.

## Répartition
Les deux espèces de ce genre se rencontrent en Amérique centrale et dans le Nord-Ouest de l'Amérique du Sud.

## Liste des espèces
Selon Amphibian Species of the World (21 avril 2016) :
- Cruziohyla calcarifer (Boulenger, 1902)
- Cruziohyla craspedopus (Funkhouser, 1957)

## Étymologie
Ce genre est nommé en l'honneur de Carlos Alberto Gonçalves da Cruz.

## Publication originale
- Faivovich, Haddad, Garcia, Frost, Campbell & Wheeler, 2005 : Systematic review of the frog family Hylidae, with special reference to Hylinae: phylogenetic analysis and taxonomic revision. Bulletin of the American Museum of Natural History, no 294, p. 1-240 (texte intégral).